# Helen Hoover
Helen Hoover (Greenfield, 20 gennaio 1910 – Fort Collins, 30 giugno 1984) è stata una scrittrice statunitense, autrice di sette romanzi e numerosi articoli sulla natura.

## Biografia
Helen Hoover, nata a Greenfield, nel 1910, si laureò all'Università dell'Ohio in chimica e, dopo alcuni anni di carriera da ricercatrice, si dedicò interamente alla scrittura. Nel 1954 decise di fuggire dalla frenesia della città (Chicago) per ritirarsi in una foresta del Minnesota insieme al marito Adrian Hoover che lei chiamava affettuosamente Ade. Si trovò ad affrontare numerosi problemi (dalla mancanza di cibo alla rinuncia di tutte le comodità della vita moderna), riscoprendo tuttavia il fascino di vivere a diretto contatto con la natura e con gli animali della foresta. A corto di denaro, l'autrice decise di iniziare a scrivere e compose il suo primo romanzo naturalistico The Years of the Forest (pubblicato in Italia con il titolo “Incontro con la Foresta”) in cui racconta la sua vita nella foresta.
Nel 1964 pubblicò The Gift of the Deer (pubblicato in Italia con il titolo “Il Dono della Foresta”) grazie al quale riuscì a compiere un viaggio attraverso gli Stati Uniti e il Messico.
Ripensando ai momenti trascorsi nella foresta, la scrittrice in un'intervista disse:
Si dedicò inoltre ai bambini, scrivendo numerosi racconti fiabeschi, sempre aiutata dall'inseparabile marito, autore delle vignette e delle illustrazioni. Helen Hoover morì nel 1984 in un ospedale a Fort Collins (Colorado), all'età di 74 anni.

## Opere scelte
- The Gift of the Deer
- The Long-Shadowed Forest
- A Place in the Woods
- The Years of the Forest